# منتخب قبرص لكرة الصالات
منتخب قبرص الوطني لكرة قدم الصالات (بالتركية: Kıbrıs Cumhuriyeti millî futsal takımı) هو ممثل قبرص الرسمي في المنافسات الدولية في كرة الصالات .